# Florence Leona Christie Thompson
Florence Leona Christine Thompson (Tahlequah, 1º settembre 1903 – Modesto, 16 settembre 1983) è stata un'operaia statunitense, detta la "Madre Migrante", ed è stata il soggetto fotografico più famoso della fotografa Dorothea Lange.

## Biografia
Florence Leona Christine Thompson nacque il 1º settembre 1903 a Tahlequah, nell'Oklahoma, da Jakson Christine e Mary Jane Cobbo. Poco dopo la sua nascita i suoi genitori si separarono e la madre si risposò con Charle Akman. Florence visse insieme alla sua famiglia in una piccola fattoria nei dintorni di Tahlequah. All'età di 16 anni sposò Cleo Owens; un anno dopo il matrimonio la coppia ebbe la prima figlia, Violet, seguita ben presto dalla seconda figlia, Viola, e dal terzo figlio, Leroy. Dopo la nascita del terzo figlio, nel 1921 la famiglia si trasferì nella Contea di Stone in Missouri.
Dieci anni dopo, nel 1931, la famiglia si trasferì in California, stabilendosi in una fattoria dove coltivava il terreno di una famiglia di alta borghesia. Sempre nel 1931 Florence rimase incinta del suo sesto figlio e suo marito Cleo morì per tubercolosi. Dopo la perdita del marito, Florence, rimasta sola con sei figli, oltre a continuare il lavoro alla fattoria, iniziò a lavorare in un ristorante come cameriera e come donna delle pulizie presso famiglie di alta società.
Nel 1933 la famiglia migrò verso Shafter, in California, dove Florence incontrò il suo successivo marito, Jim Hill. Insieme ebbero altri tre figli, e durante gli anni Trenta lavorarono come migranti in varie fattorie della California e dell'Arizona per mantenere la famiglia. Dopo la fine della seconda guerra mondiale Florence, separatasi da Jim Hill e rimasta sola con i figli, migrò a Modesto, sempre in California, dove, lavorando in un ospedale come donna delle pulizie, incontrò George Thompson e dopo pochi mesi lo sposò.
George e Florence vissero una vita tranquilla insieme fino a quando lei iniziò ad avere problemi cardiaci, tanto da dover essere ricoverata in ospedale per sottoporsi a un'operazione. I figli, non avendo i soldi necessari per poter pagare l'operazione della madre, usarono il suo nome d'arte, la Madre Migrante, riuscendo a raccogliere oltre quindicimila dollari in donazioni. L'intervento ricevuto però riuscì solamente a dare il tempo necessario a Florence di tornare a casa, dove morì poco dopo a causa di un infarto cardiaco, il 16 settembre 1983.

### Dorothea Lange e la Madre Migrante

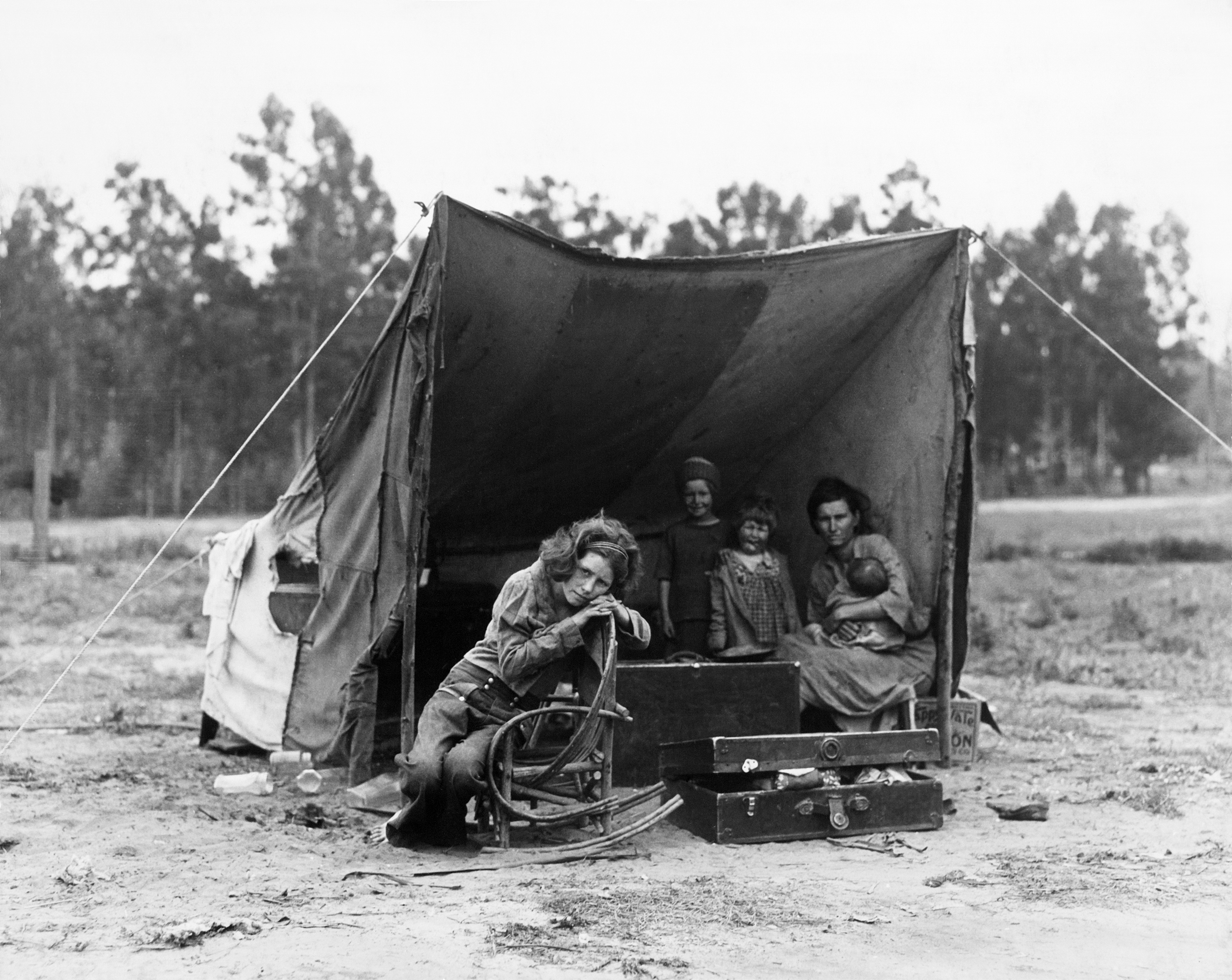
Madre Migrante a Nipomo Mesa

Nel marzo del 1936 Florence mentre era in viaggio insieme ai suoi figli per raggiungere l'Arizona si dovette fermare per motivi di manutenzione all'auto in un campo di migranti e poveri, Nipomo Mesa. La fotografa Dorothea Lange, per puro caso, sostò nello stesso campo pochi giorni dopo l'arrivo di Florence. Girando nel campo Dorothea vide una tenda al cui interno si trovava Florence insieme ai suoi sette figli, così incuriosita si avvicinò a Florence, chiedendole se poteva fare delle fotografie sia a lei che ai suoi bambini.
Inizialmente Florence fu contraria, ma Dorothea la convinse, dicendole che le foto sarebbero servite per cercare di cambiare le menti chiuse di coloro che reputavano i migranti e i poveri delle nullità, mostrando come vivessero realmente e quanto dovessero lottare per mantenere le famiglie. Florence accettò a patto che Dorothea non le chiedesse il nome per poterlo poi usare nelle note delle foto, rimanendo così nell'anonimato. Quando Dorothea pubblicò le foto, tra di esse si trovava la più importante, la "Madre Migrante", che diventò nel corso degli anni una delle icone più famose e simboliche di tutta l'America.
Dopo l'uscita delle fotografie Florence si trasferì a Modesto con la sua famiglia, dove trovò lavoro in un ristorante e in un ospedale come donna delle pulizie per mantenere i suoi figli. Dopo anni dall'uscita delle foto e con la rivelazione dell'identità della Madre Migrante, Florence confessò che negli scatti stava posando, cercando di rappresentare la povertà e adottando un'espressione adatta per le foto. Florence e Dorothea collaborarono nonostante la diversità tra le loro vite, una di povertà assoluta, mentre l'altra ricca di fama.
Dopo la seconda guerra mondiale Florence riuscì a trovare un equilibrio sia familiare che lavorativo, tanto da potersi permettere una casa per lei e per tutti i suoi figli. Florence, però, non era portata per vivere in una casa, e infatti trascorse il resto della sua vita nella roulotte che la accompagnò nei suoi viaggi dopo essersi trasferita dal campo di Nipomo Mesa.

### Il valore della Madre Migrante

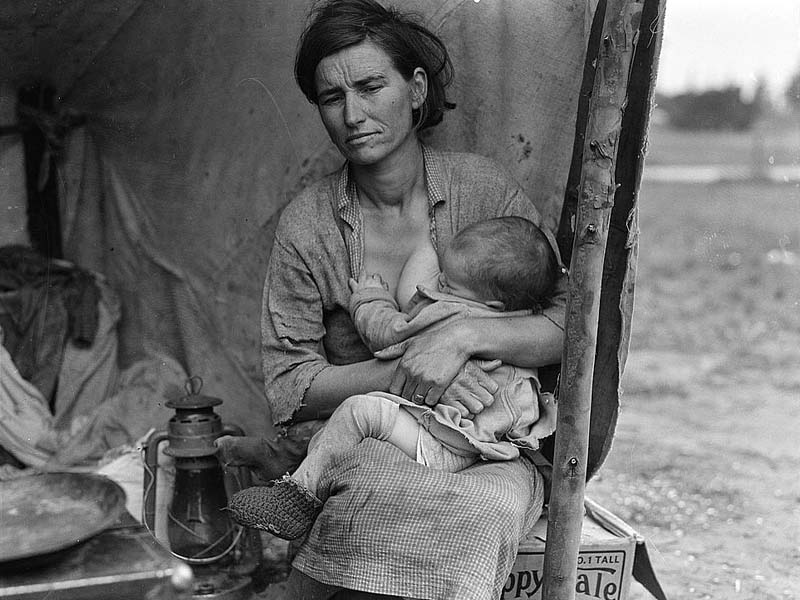
La Madre Migrante

Nel 1941 in una mostra fotografica il negativo della foto della "Madre Migrante" venne modificato, togliendo il pollice di Florence che teneva la tenda aperta, e l'originale venne tenuto nascosto dato il suo grande valore economico e culturale. Alla fine degli anni sessanta vennero ritrovati in un cassonetto della spazzatura i 31 negativi originali di Dorothea completi di firma e note, tra cui il negativo originale non modificato.
Nel 1998, attraverso Celebrate the Century, la fotografia ritoccata della Madre Migrante divenne un francobollo del servizio postale statunitense. Due figlie di Florence erano ancora vive quando vennero stampati i francobolli, in violazione dei regolamenti del servizio postale, che vietano di rappresentare sui francobolli persone viventi. Nello stesso mese i negativi con le varie note e firme scritte a mano della Lange vennero venduti per 244.500 dollari a Sotheby's New York.
Nel 2002 la foto della "Madre Migrante" venne venduta a Christie's New York per 141.500 dollari. Nell'ottobre del 2005 un anonimo comprò dei negativi riguardanti la Madre Migrante per 296.000 dollari, quasi sei volte il loro valore stimato alla prima offerta.

## Le fotografie di Dorothea Lange
Questi sono cinque dei sette scatti di Dorothea Lange, che hanno reso famosa sia lei che Florence Leona Christine Thompson:
- nella prima foto, sulla sinistra si trova Viola, di quattordici anni, seduta sulla sedia davanti alla tenda, con al suo interno sulla destra Ruby, di cinque anni, Katherine di quattro, e Florence di trentadue, con in braccio l'ultimo nato;
- nella seconda, Ruby guarda Dorothea durante lo scatto fotografico, Florence allatta e Viola è seduta sulla sedia rivolta di profilo verso la madre;
- nella terza, Florence allatta il figlio appena nato;
- nella quarta, Ruby si posa sulla spalla della madre, mentre questa tiene in braccio il bambino;
- nell'ultima foto, Florence smette di allattare il piccolo e insieme a Ruby guarda in un punto preciso, come se fosse distratta da qualcosa.